# Godronatura
La godronatura è un processo produttivo, comune nell'industria degli utensili, che consiste nell'incisione di una parte della superficie metallica di un attrezzo in modo da ottenere la zigrinatura.

## Il godrone

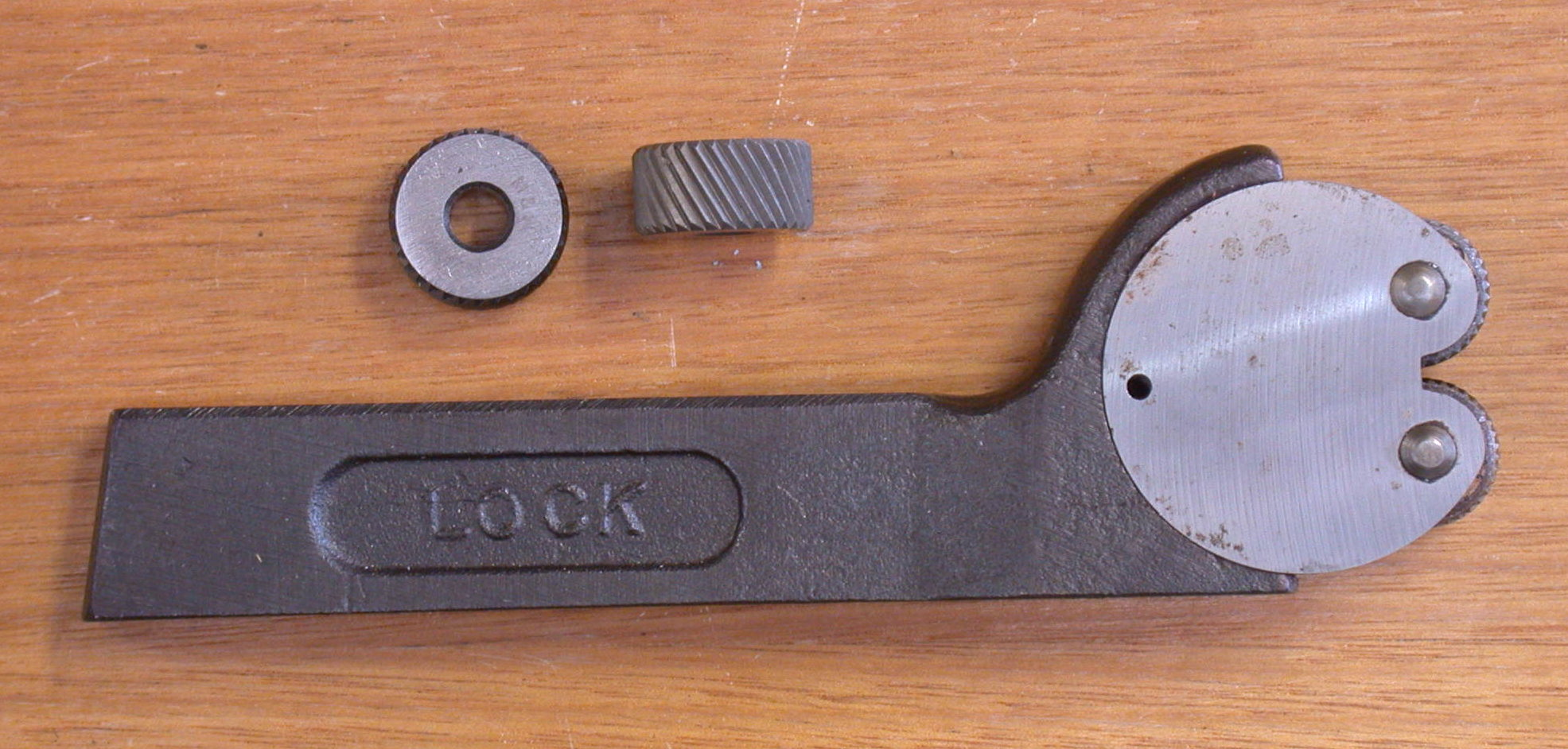
Un godronatore a diamante, che può usare alcuni pezzi aggiuntivi intercambiabili (in alto nella foto) per cambiare aspetto all'incisione.

L'utensile per godronare è costituito da:
- Stelo: sostiene una o due rotelline
- Ruote: generalmente temperate o cementate in acciaio rapido sulle quali sono incisi sottili solchi

Il godrone a differenza di altri utensili da tornio, non asporta truciolo, ma si limita ad incidere delle sottili linee sul pezzo in lavorazione (anche se la tecnica oggi offre godroni ad asportazione, allargando di fatto la scelta dei materiali da lavorare e offrendo una finitura migliore per quanto riguarda l'estetica).

## Descrizione
La godronatura si esegue generalmente al tornio ed è una delle poche operazioni dove non vi è asportazione di truciolo,(anche se ultimamente sono in commercio godroni ad asportazione migliorando di molto l'effetto finale e ovviando al problema del rialzo di materiale che si aveva un tempo), l'altra è la maschiatura a rullare e quindi un'operazione di ricalcatura, dove mediante il movimento trasversale del carrello del tornio, le rotelline vengono premute sul pezzo in lavorazione riportando quindi il disegno in rilievo.
La godronatura, per quanto concerne i pezzi di piccole dimensioni, si può eseguire mediante l'ausilio dell'autocentrante quindi il pezzo viene posto tra autocentrante e contropunta.
Quando invece devono essere lavorati pezzi di media lunghezza, la godronatura si esegue collocando, dopo aver montato la brida all'estremità del pezzo, tra punta e contropunta, quindi la zigrinatura viene eseguita nel tempo che ci è dato dal tirante {\displaystyle =L/a*n} dove "L" è la lunghezza da zigrinare e "a" è l'avanzamento, cioè lo spazio tra i filetti, ed "n" è il numero di giri in corrispondenza della velocità scelta.
La zigrinatura viene effettuata alla fine di un ciclo su un pezzo a forma cilindrica essendo, come già detto, un'operazione di ricalcatura, l'operatore, per rispettare la quota, ovvero il diametro, esegue la zigrinatura su un pezzo di forma cilindrica di diametro di 8/2 al di sotto del diametro prestabilito, questo perché durante la fase di lavorazione si ha una crescita di materiale.
Si possono ottenere scanalature lunghe facendo scorrere lentamente il godrone con moto di avanzamento assiale (longitudinale) del pezzo cilindrico.

## Accorgimenti
- Numero di giri: il regime di rotazione da utilizzare per la rotazione del pezzo deve essere generalmente basso
- Contropunta: per evitare la deformazione e la rottura per fatica del pezzo
- Lubrificazione: si devono oliare i rulli del godrone per favorire la rotazione (generalmente sono costruiti senza bussole antifrizione).

## Uso/funzione
Questo processo viene usato per ottenere:
- La zigrinatura
- Riparazione: soprattutto per la manutenzione dei motori: poiché una superficie godronata a spirale ha una serie di zone sollevate che coprono una serie di zone depresse, le parti più in mostra costituiscono una protezione e si aumenta così la superficie esterna dell'oggetto trattato. Agli albori della meccanica dei motori, la godronatura era utile per riparare i pistoni nei motori a combustione interna dove la superficie di un pistone consumato poteva tornare alle dimensioni originarie grazie alla godronatura. Col sostanziale ribasso del prezzo dei pezzi di ricambio, la godronatura è diventata una pratica superata, peraltro specificamente sconsigliata dai costruttori.